# Outer London
Outer London ("Londra esterna") è il termine con cui si indicano i quartieri borough di Londra che formano l'anello esterno della Grande Londra, circondando Inner London ("Londra interna").
Queste erano le aree che non facevano parte della Contea di Londra e divennero formalmente parte della Greater London solo a partire dal 1965. Un'eccezione è North Woolwich, che pur essendo stato parte della Contea di Londra, nel 1965 è stata trasferito a Newham, un borgo della Outer London.

## Definizioni

### Definizione legislativa (1963)

Londra esterna - definizione del London Government Act 1963

I borough della Outer London sono stati definiti dal London Government Act del 1963.
La differenza principale tra i borough della Inner e Outer London era, tra il 1965 e il 1990, la differente autorità educativa locale.
- Barking e Dagenham
- Barnet
- Bexley
- Brent
- Bromley
- Croydon
- Ealing
- Enfield
- Haringey
- Harrow
- Havering
- Hillingdon
- Hounslow
- Kingston upon Thames
- Merton
- Newham
- Redbridge
- Richmond upon Thames
- Sutton
- Waltham Forest

### Definizione statistica

Londra esterna - definizione dell'ONS

L'Office for National Statistics (ONS) e l'agenzia per il censimento definiscono la Outer London in modo diverso, escludendo Haringey e Newham (che sono definiti come Inner London), ma comprendendo Greenwich. Ciò si riflette nella classificazione europea NUTS  di livello 2. In base a tale classificazione, la Outer London si compone di Barking e Dagenham, Barnet, Bexley, Brent, Bromley, Croydon, Ealing, Enfield, Greenwich, Harrow, Havering, Hillingdon, Hounslow, Kingston upon Thames, Merton, Redbridge, Richmond upon Thames, Sutton e Waltham Forest.
La superficie è di 1.254 km2 e la popolazione nel 2011 (stima di metà anno) era di 4.942.040 abitanti.

### Prefisso telefonico

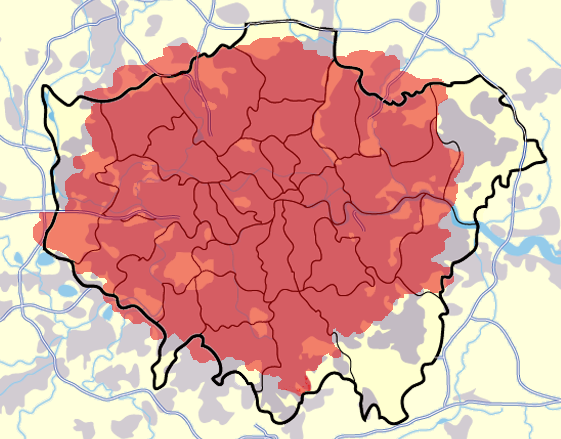
Aree che utilizzano il prefisso 020 mostrate in rosso e il confine nero della Grande Londra

Dal 1990 al 2000 di Londra ha utilizzato due prefissi telefonici con i codici distinti per Inner e Outer London (rispettivamente in origine 071 e 081, divenendo 0171 e 0181 nel 1995). L'area coperta dal codice della Outer London era ampiamente differente da tutte le definizioni di cui sopra.
Nel 2000 Londra ha rincominciato a utilizzare un unico prefisso telefonico 020 e tutte le distinzioni ufficiali tra prefissi della Inner e Outer London hanno cessato in questo momento.

## Popolazione
I dati precedenti al 1971 sono stati ricostruiti dall'ONS basandosi su precedenti censimenti; i dati dal 1981 in avanti sono stime di metà anno dell'ONS.
| Data                     | Popolazione |
| ------------------------ | ----------- |
| 1891, 5/6 aprile         | 1.083.770   |
| 1901, 31 marzo/1º aprile | 1.647.396   |
| 1911, 2/3 aprile         | 2.162.288   |
| 1921, 19/20 giugno       | 2.413.978   |
| 1931, 26/27 aprile       | 3.217.219   |
| 1939, Stima di metà anno | 4.250.788   |
| 1951, 8/9 aprile         | 4.517.588   |
| 1961, 23/24 aprile       | 4.499.737   |
| 1971, 25/26 aprile       | 4.420.585   |
| 1981, Stima di metà anno | 4.254.900   |
| 1991, Stima di metà anno | 4.230.000   |
| 2001, Stima di metà anno | 4.463.100   |
| 2002, Stima di metà anno | 4.480.300   |
| 2003, Stima di metà anno | 4.485.300   |
| 2004, Stima di metà anno | 4.501.200   |
| 2005, Stima di metà anno | 4.537.000   |
| 2006, Stima di metà anno | 4.570.700   |
| 2007, Stima di metà anno | 4.598.800   |
| 2008, Stima di metà anno | 4.638.400   |
| 2009, Stima di metà anno | 4.692.200   |
| 2011, 27 marzo           | 4.942.040   |